# Чаттерджи, Сумитра
Сумитра Чаттерджи (англ. Soumitra Chatterjee; 19 января 1935 — 15 ноября 2020) — индийский актёр, режиссёр, драматург, писатель и поэт. Был главной звездой бенгальского кино 1960-х и 1970-х годов наряду с Уттамом Кумаром. Наиболее известен благодаря сотрудничеству с режиссёром Сатьяджитом Раем, с которым работал в четырнадцати фильмах. Лауреат третьего по высоте гражданского ордена Индии Падма Бхушан и высшей кинематографической премии страны имени Дадасахеба Фальке.

## Биография
Родился 19 января 1935 года в Кришнанагаре. Его отец, Мохит Кумар Чаттерджи, был юристом и членом движения за независимость Индии; а мать, Ашалата, — домохозяйкой. Она назвала Сумитру в честь бенгальского литературного персонажа. В детстве мальчик часто играл главные роли в пьесах, которые его отец и дед, будучи актёрами-любителями, ставили во дворе своего дома.
Повзрослев, он переехал в Калькутту, чтобы поступить в Сити-колледж.
После окончания университета он получил степень магистра бенгальской литературы. Будучи студентом, он изучал актёрское мастерство под руководством Ахиндры Чоудхури. Но действительно захотел стать профессиональным актёром после того, как попал на спектакль бенгальского актёра и режиссёра Сисира Бхадури.
Свою карьеру Сумитра начал диктором на Всеиндийском радио.
В середине 1950-х, благодаря другу, который работал помощником режиссёра, он встретился с Сатьяджитом Раем. В то время Рай искал привлекательного молодого актёра, который мог бы сыграть в его «Непокорённом». Чаттерджи оказался слишком взрослым и слишком высоким для этой роли, но понравился Раю и тот позвал его, когда начал снимать следующий фильм.
«Мир Апу» (1959) стал его кинодебютом. В фильме он играет начинающего писателя из Калькутты, который вступает в брак с кузиной своего друга. Чаттерджи циклически прошел все стадии созревания Апу: амбиции отчаявшегося художника, неопределенность его жизни как молодожёна, бессмысленность потери жены из-за родов, и сделал его эмоции настолько доступными, что ни разу не терял сострадания аудитории к тяжелому положению своего персонажа.
После знакомства с режиссёром Чаттерджи вместе с Нирмалей Ачарьей основал литературный журнал Ekshan (досл.: «Сейчас»), в котором публиковались работы выдающихся писателей, таких как Махасвета Деви, а также иллюстрации и сценарии Рая.
В 1960 году Сумитра женился на своей давней подруге Дипе.
В 1961 году актёр сыграл отрицательного персонажа в популярной исторической драме Jhinder Bandi, экранизации «Пленника Зенды», практически затмив исполнившего главную роль Уттама Кумара.
Впоследствии два актёра сравнялись по звёздному статусу, но вместе на экране появились только в фильме Stree 1972 года.
Сатьяджит Рай работал с Чаттерджи в 14 своих фильмах. Чидананда Дасгупта («Talking about Films», 1981) предположил, что Рай так часто снимал его из-за явного внешнего сходства с молодым Рабиндранатом Тагором.
Чаттерджи сыграл начинающего поэта и эссеиста в фильме «Чарулата» (1964), повествующем о женщине, начинающей испытывать чувства к брату её мужа, который по слухам был основан на событиях из жизни Тагора. Актёр потратил шесть месяцев на овладение стилем бенгальского почерка XIX века, чтобы сцены, изображающие его в процессе сочинительства, могли казаться аутентичными.
Молодые писатели, сыгранные Чаттерджи в «Мире Апу» и «Чарулате», стали образцом для других персонажей, сделавших его известным.
В «Днях и ночах в лесу» (1969), повествующем о молодых друзьях в отпуске, деловой персонаж Чаттерджи сардоничен и самоуверен, но, как и начинающие писатели, тоскует по другой жизни.
В фильме «Золотая крепость» (1974), рассказывающем о похитителях, ищущих давно забытое сокровище, он играет частного сыщика, чьи амбиции сглаживаются высокомерием и непрактичностью.
«Золотая крепость» был первым фильмом о детективе про прозвищу Фелуда, герое серии детективных рассказов, написанных Раем для детей.
Впоследствии Чаттерджи вернулся к этой роли в фильме «Слава отцу Фелунатху». Его исполнение в роли Фелуды закрепило за персонажем образ знаменосца бенгальских культурных ценностей.
Актёр сыграл также несколько характерных ролей, в том числе грубого таксиста в «Поездке» и голодающего брамина в «Отдалённом громе» (1973).

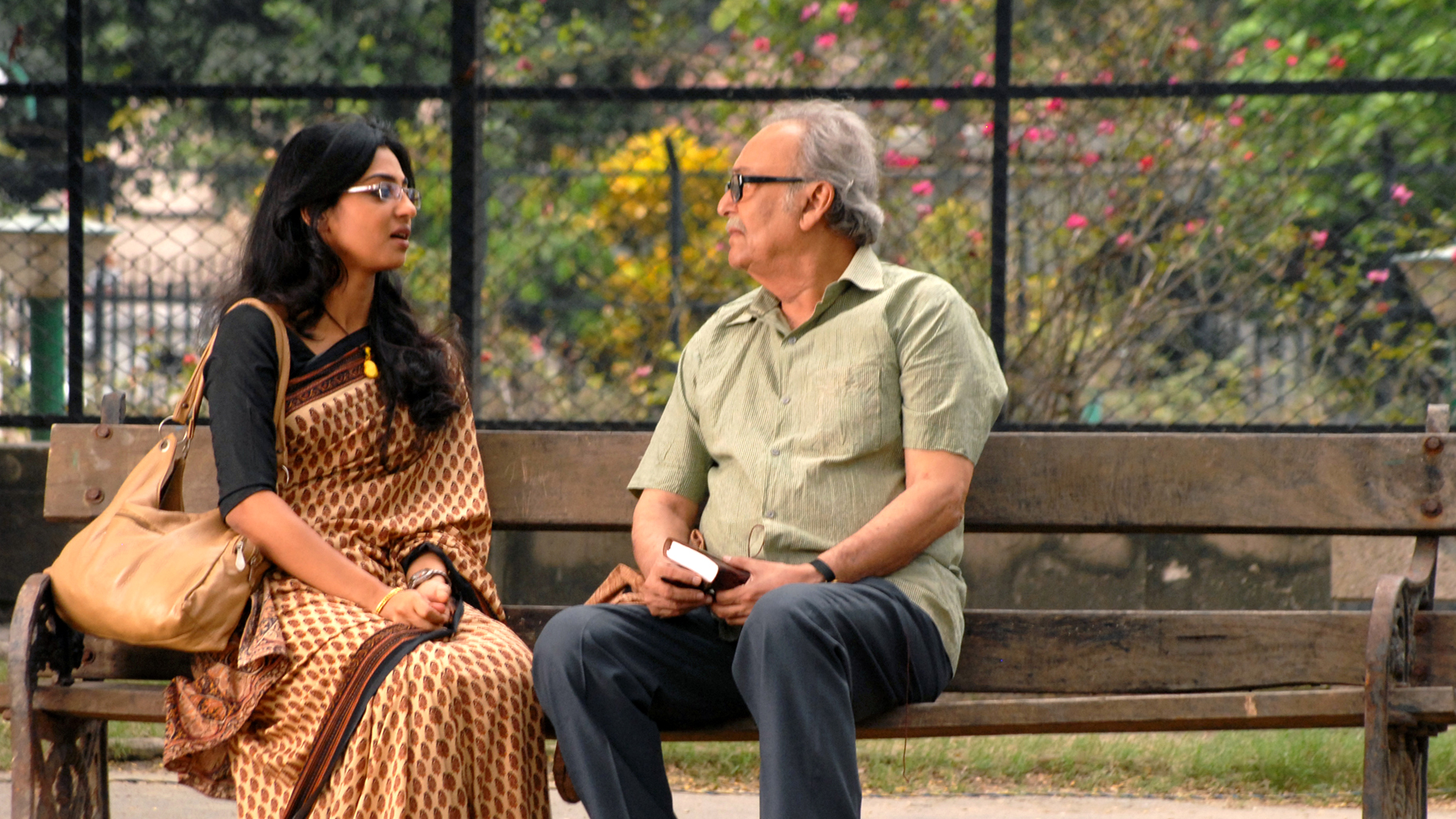
Р. Апте и С. Чаттерджи в фильме Не сказка

К 1970-м годам популярность Чаттерджи настолько возросла, что его начали приглашать сняться в Болливуде. Но он отклонял все приглашения. Среди отклонённых им предложений была в том числе роль бенгальского врача в фильме «Ананд», благодаря которому позднее прославился Амитабх Баччан. Актёр также отказался от ордена Падма Шри в 1972 году, потому что счёл, что было бы неправильно принимать эту награду.
Среди его работ у других бенгальских режиссёров: Kshudista Pashan Тапана Синхи, несколько фильмов Аджоя Кара, среди которых Saat Pake Bandha и Kanch Kata Hirey; Sansar Simantey и Ganadevata Таруна Маджумдара. Критики особо хвалили его за роль самозванца в фильме «Голубая мечта» Мринала Сена. В 1980-х он дал ряд незабываемых выступлений в таких фильмах, как Koni, Atanko и Ekti Jiban. После съёмок в «Дом и мир» (1984) актёр сосредоточился на театральных выступлениях и поэтических чтениях.
Чаттерджи написал и поставил, сыграв главную роль, такие пьесы, как Naam Jiban (1978) и Rajkumar (1982). В 1996 году он опубликовал антологию очерков о кино, театре и актёрском мастерстве под названием «Swagato».
Позже в своей кинокарьере он стал типичным образцом гениального дедушки, который отстаивал благородные ценности ушедшей эпохи.
Его заключительные роли на сцене включали короля Лира в бенгальской адаптации пьесы Шекспира.
Скончался 15 ноября 2020 в больнице Калькутты в возрасте 85 лет. Его дочь Пулами Бозе заявила, что причиной стало повреждение мозга и отказ органов, вызванные Covid-19. Помимо дочери и жены, у актёра остались сын Сугата и двое внуков.

## Награды
- 1998 — премия Академии Сангит Натак[12]
- 1999 — командор ордена Искусств и литературы
- 2004 — Падма Бхушан[13]
- 2017 — кавалер ордена Почётного легиона[11]

- Национальная кинопремия
  - 1991 — Специальный приз жюри — Antardhan[14]
  - 2000 — Специальный приз жюри — Dekha[15]
  - 2000 — Лучшая мужская роль — Podokkhep[16]
  - 2012 — Премия имени Дадасахеба Фальке[13]

- Премия ассоциации бенгальских киножурналистов[англ.] за лучшую мужскую роль
  - 1961 — «Три дочери»
  - 1963 — «Поездка»[17]
  - 1969 — Baghini[13]
  - 1974 — «Отдалённый гром»[18]
  - 1976 — Sansar Simanthey[19]
  - 1987 — Kony[20]
  - 1989 — Agni Sanket[13]
  - 2006 — Krantikaal[13]